# Aspilota iuxtanaeviam
Aspilota iuxtanaeviam är en stekelart som beskrevs av Fischer 1980. Aspilota iuxtanaeviam ingår i släktet Aspilota och familjen bracksteklar. Inga underarter finns listade.